# Campeonato Mundial de Patinação Artística no Gelo de 1988
O Campeonato Mundial de Patinação Artística no Gelo de 1988 foi a septuagésima oitava edição do Campeonato Mundial de Patinação Artística no Gelo, um evento anual de patinação artística no gelo organizado pela União Internacional de Patinação (em inglês:  International Skating Union) onde os patinadores artísticos competem pelo título de campeão mundial. A competição foi disputada entre os dias 22 de março e 27 de março, na cidade de Budapeste, Hungria.

## Eventos
- Individual masculino
- Individual feminino
- Duplas
- Dança no gelo

## Medalhistas
| Evento                        | Ouro                                                  | Prata                                                 | Bronze                                             |
| Individual masculino detalhes | Brian Boitano · Estados Unidos                        | Brian Orser · Canadá                                  | Viktor Petrenko · União Soviética                  |
| Individual feminino detalhes  | Katarina Witt · Alemanha Oriental                     | Elizabeth Manley · Canadá                             | Debi Thomas · Estados Unidos                       |
| Duplas detalhes               | Elena Valova · Oleg Vasiliev · União Soviética        | Ekaterina Gordeeva · Sergei Grinkov · União Soviética | Larissa Selezneva · Oleg Makarov · União Soviética |
| Dança no gelo detalhes        | Natalia Bestemianova · Andrei Bukin · União Soviética | Marina Klimova · Sergei Ponomarenko · União Soviética | Tracy Wilson · Robert McCall · Canadá              |

## Resultados

### Individual masculino
| Pos.                                | Nome                  | Nacionalidade      | Pontos |
| ----------------------------------- | --------------------- | ------------------ | ------ |
| Medalha de ouro                     | Brian Boitano         | Estados Unidos     |        |
| Medalha de prata                    | Brian Orser           | Canadá             |        |
| Medalha de bronze                   | Viktor Petrenko       | União Soviética    |        |
| 4                                   | Grzegorz Filipowski   | Polônia            |        |
| 5                                   | Christopher Bowman    | Estados Unidos     |        |
| 6                                   | Kurt Browning         | Canadá             |        |
| 7                                   | Heiko Fischer         | Alemanha Ocidental |        |
| 8                                   | Petr Barna            | Tchecoslováquia    |        |
| 9                                   | Paul Wylie            | Estados Unidos     |        |
| 10                                  | Vladimir Petrenko     | União Soviética    |        |
| 11                                  | Cameron Medhurst      | Austrália          |        |
| 12                                  | Oliver Höner          | Suíça              |        |
| 13                                  | Neil Paterson         | Canadá             |        |
| 14                                  | Lars Dresler          | Dinamarca          |        |
| 15                                  | Paul Robinson         | Reino Unido        |        |
| 16                                  | Ralph Burghart        | Áustria            |        |
| 17                                  | Ronny Winkler         | Alemanha Oriental  |        |
| 18                                  | Peter Johansson       | Suécia             |        |
| 19                                  | Daniel Weiss          | Alemanha Ocidental |        |
| 20                                  | András Száraz         | Hungria            |        |
| 21                                  | Alessandro Riccitelli | Itália             |        |
| 22                                  | Oula Jääskeläinen     | Finlândia          |        |
| 23                                  | Frédéric Lipka        | França             |        |
| Não avançaram para o programa livre |                       |                    |        |
| 24                                  | Tomislav Cizmesija    | Iugoslávia         |        |
| 25                                  | David Liu             | Taipé Chinesa      |        |
| 26                                  | Joaquin Guerrero      | México             |        |
| 27                                  | Alexandre Geers       | Bélgica            |        |
| WD                                  | Alexander Fadeev      | União Soviética    |        |
| WD                                  | Makoto Kano           | Japão              |        |

### Individual feminino
| Pos.                                | Nome               | Nacionalidade      | Pontos |
| ----------------------------------- | ------------------ | ------------------ | ------ |
| Medalha de ouro                     | Katarina Witt      | Alemanha Oriental  |        |
| Medalha de prata                    | Elizabeth Manley   | Canadá             |        |
| Medalha de bronze                   | Debi Thomas        | Estados Unidos     |        |
| 4                                   | Claudia Leistner   | Alemanha Ocidental |        |
| 5                                   | Jill Trenary       | Estados Unidos     |        |
| 6                                   | Midori Ito         | Japão              |        |
| 7                                   | Caryn Kadavy       | Estados Unidos     |        |
| 8                                   | Simone Koch        | Alemanha Oriental  |        |
| 9                                   | Natalia Lebedeva   | União Soviética    |        |
| 10                                  | Joanne Conway      | Reino Unido        |        |
| 11                                  | Tamara Téglássy    | Hungria            |        |
| 12                                  | Marina Kielmann    | Alemanha Ocidental |        |
| 13                                  | Yvonne Gómez       | Espanha            |        |
| 14                                  | Natalia Gorbenko   | União Soviética    |        |
| 15                                  | Beatrice Gelmini   | Itália             |        |
| 16                                  | Lotte Falkenback   | Suécia             |        |
| 17                                  | Charlene Wong      | Canadá             |        |
| 18                                  | Yvonne Pokorny     | Áustria            |        |
| 19                                  | Claude Péri        | França             |        |
| 20                                  | Stefanie Schmid    | Suíça              |        |
| 21                                  | Junko Yaginuma     | Japão              |        |
| 22                                  | Željka Čižmešija   | Iugoslávia         |        |
| 23                                  | Mirella Gawłowska  | Polônia            |        |
| 24                                  | Gina Fulton        | Reino Unido        |        |
| Não avançaram para o programa curto |                    |                    |        |
| 25                                  | Tracy Brook        | Austrália          |        |
| 26                                  | Anisette Torp-Lind | Dinamarca          |        |
| 27                                  | Jana Petruskova    | Tchecoslováquia    |        |
| 28                                  | Elina Hanninen     | Finlândia          |        |
| 29                                  | Hyun-Jung Ji       | Coreia do Sul      |        |
| 30                                  | Diana Marcos       | México             |        |
| 31                                  | Asia Alexieva      | Bulgária           |        |

### Duplas
| Pos.              | Nome                                | Nacionalidade      | Pontos |
| ----------------- | ----------------------------------- | ------------------ | ------ |
| Medalha de ouro   | Elena Valova / Oleg Vasiliev        | União Soviética    | 2.0    |
| Medalha de prata  | Ekaterina Gordeeva / Sergei Grinkov | União Soviética    | 2.5    |
| Medalha de bronze | Larisa Selezneva / Oleg Makarov     | União Soviética    | 4.5    |
| 4                 | Gillian Wachsman / Todd Waggoner    | Estados Unidos     | 6.5    |
| 5                 | Denise Benning / Lyndon Johnston    | Canadá             | 8.0    |
| 6                 | Jill Watson / Peter Oppegard        | Estados Unidos     | 9.0    |
| 7                 | Isabelle Brasseur / Lloyd Eisler    | Canadá             | 9.5    |
| 8                 | Mandy Wötzel / Axel Rauschenbach    | Alemanha Oriental  | 12.0   |
| 9                 | Christine Hough / Doug Ladret       | Canadá             | 13.5   |
| 10                | Natalie Seybold / Wayne Seybold     | Estados Unidos     | 15.0   |
| 11                | Lenka Knapova / René Novotný        | Tchecoslováquia    | 16.5   |
| 12                | Cheryl Peake / Andrew Naylor        | Reino Unido        | 18.0   |
| 13                | Anuschka Gläser / Stefan Pfrengle   | Alemanha Ocidental | 19.5   |
| 14                | Lisa Cushley / Neil Cushley         | Reino Unido        | 21.0   |
| 15                | Danielle Carr / Stephen Carr        | Austrália          | 22.5   |
| 16                | Akiko Nogami / Yoichi Yamazaki      | Japão              | 24.0   |

### Dança no gelo
| Pos.                       | Nome                                    | Nacionalidade      | Pontos |
| -------------------------- | --------------------------------------- | ------------------ | ------ |
| Medalha de ouro            | Natalia Bestemianova / Andrei Bukin     | União Soviética    |        |
| Medalha de prata           | Marina Klimova / Sergei Ponomarenko     | União Soviética    |        |
| Medalha de bronze          | Tracy Wilson / Robert McCall            | Canadá             |        |
| 4                          | Natalia Annenko / Genrikh Sretenski     | União Soviética    |        |
| 5                          | Kathrin Beck / Christoff Beck           | Áustria            |        |
| 6                          | Isabelle Duchesnay / Paul Duchesnay     | França             |        |
| 7                          | Klára Engi / Attila Tóth                | Hungria            |        |
| 8                          | Antonia Becherer / Ferdinand Becherer   | Alemanha Ocidental |        |
| 9                          | Susie Wynne / Joseph Druar              | Estados Unidos     |        |
| 10                         | Lia Trovati / Robert Pelizzola          | Itália             |        |
| 11                         | Karyn Garossino / Rod Garossino         | Canadá             |        |
| 12                         | Sharon Jones / Paul Askham              | Reino Unido        |        |
| 13                         | April Sargent / Russ Witherby           | Estados Unidos     |        |
| 14                         | Vera Rehakova / Ivan Havranek           | Tchecoslováquia    |        |
| 15                         | Melanie Cole / Michael Farrington       | Canadá             |        |
| 16                         | Dominique Yvon / Frédéric Palluel       | França             |        |
| 17                         | Honorata Górna / Andrzej Dostatni       | Polônia            |        |
| 18                         | Andrea Weppelmann / Hendryk Schamberger | Alemanha Ocidental |        |
| 19                         | Tomoko Tanaka / Hiroyuki Suzuki         | Japão              |        |
| 20                         | Susanna Rahkamo / Petri Kokko           | Finlândia          |        |
| 21                         | Krisztina Kerekes / Csaba Szentpéteri   | Hungria            |        |
| 22                         | Monica MacDonald / Rodney Clarke        | Austrália          |        |
| 23                         | Desiree Schlegel / Patrik Brecht        | Suíça              |        |
| 24                         | Birgit Pleninger / Michael Steiner      | Áustria            |        |
| Avançaram para dança livre |                                         |                    |        |
| 25                         | Yucca Liu / Jim Sun                     | Taipé Chinesa      |        |

## Quadro de medalhas
| Ordem | País              | Medalha de ouro | Medalha de prata | Medalha de bronze |    | Ordem por total |
| ----- | ----------------- | --------------- | ---------------- | ----------------- | -- | --------------- |
| 1     | União Soviética   | 2               | 2                | 2                 | 6  | 1               |
| 2     | Estados Unidos    | 1               |                  | 1                 | 2  | 3               |
| 3     | Alemanha Oriental | 1               |                  |                   | 1  | 4               |
| 4     | Canadá            |                 | 2                | 1                 | 3  | 2               |
| TOTAL | TOTAL             | 4               | 4                | 4                 | 12 | —               |